# Фёдоровка (Узловский район)
Фёдоровка — деревня в Узловском районе Тульской области России.
В рамках административно-территориального устройства является центром Фёдоровской сельской администрации Узловского района, в рамках организации местного самоуправления входит в сельское поселение Шахтёрское.

## География
Расположена на реке Шиворонь, в 11 км к югу от железнодорожной станции Узловая I (города Узловая).

## Население
| 2002 | 2010 |
| ---- | ---- |
| 429  | ↗494 |

Население — 494 чел. (2010). 

## Образование
Муниципальное казённое общеобразовательное учреждение «Центр образования Фёдоровский» реализует программы дошкольного, начального, основного, среднего общего образования, а также дополнительного образования и внеурочной деятельности.  На базе МКОУ «Центр образования Фёдоровский» 13 сентября 2023 года открыт центр образования «Точка роста» естественнонаучной и технологической направленностей. 
Сайт: https://cofyodorovskij-r71.gosuslugi.ru/
Адрес: 301638 Тульская область, Узловский район, д. Фёдоровка, ул. Школьная, 1 а